# Joel Prado Júnior
Pour les articles homonymes, voir Júnior.
Joel Prado Júnior, né le 10 décembre 1994, est un coureur cycliste brésilien.

## Palmarès et résultats

### Palmarès par année
- 2009
  - 3e du championnat du Brésil sur route juniors
- 2011
  - 3e du championnat du Brésil du contre-la-montre espoirs
- 2012
  -  Champion du Brésil sur route espoirs
  - 3e du championnat du Brésil du contre-la-montre espoirs
- 2013
  - 2e étape du Tour de Santa Catarina
- 2014
  -  Champion du Brésil du contre-la-montre espoirs
- 2015
  - 1re étape du Torneio de Verão
  - Prova Ciclística 9 de Julho
  - 2e du Torneio de Verão
- 2016
  - Giro d'Hernandarias :
    - Classement général
    - 1re (contre-la-montre) et 3e étapes

  - Prova Ciclística 9 de Julho
- 2017
  - 1re et 3e étapes du Giro d'Hernandarias
  - 2e du Torneio de Verão
  - 2e de la Prova Ciclística 9 de Julho
  - 3e du Circuito Boa Vista
- 2018
  - 3e du Torneio de Verão
- 2019
  - Torneio de Verão :
    - Classement général
    - 2e et 4e étapes
- 2020
  - 2e étape du Giro Dário Delai
- 2021
  - 1re étape du Giro d'Hernandarias

### Classements mondiaux
| Année            | 2012 | 2013 | 2014 | 2015 | 2016 | 2017 | 2018 | 2019 |
| ---------------- | ---- | ---- | ---- | ---- | ---- | ---- | ---- | ---- |
| UCI America Tour | 235e |      |      |      |      |      |      | 541e |